# Liste de sociétés de production de cinéma américaines

## Grands studios américains (ou «majors»)
Sociétés du groupe Paramount Global :
- Paramount Pictures Corporation
  - Paramount Players
  - Paramount Animation
  - Paramount Vantage
  - MTV Films
  - CMT Films
  - BET Films
  - Comedy Central Films
- Miramax Films (49 %)
- Nickelodeon Animation Studio
- Nickelodeon Movies

Sociétés du groupe Warner Bros. Discovery :
- Warner Bros. Entertainment
  - Warner Bros. Pictures
    - Alloy Entertainment
    - Flagship Entertainment (en)
    - DC Films
    - Castle Rock Entertainment
    - New Line Cinema
      - Fine Line Features

    - Spyglass Media Group

  - DC Entertainment
  - Warner Animation Group
- Turner Entertainment
- Home Box Office
  - HBO Films
  - HBO Documentary Films

Sociétés du groupe NBCUniversal :
- Universal Studios
  - Universal Pictures
  - Universal Animation Studios
  - Illumination Entertainment
    - Illumination McGuff

  - Focus Features
  - Working Title Films
  - DreamWorks Animation (ancienne filiale de DreamWorks SKG)
    - Big Idea Entertainment (en)
- Carnival Films

Sociétés du groupe Sony Entertainment :
- Sony Pictures Entertainment
  - Columbia Pictures
  - Sony Pictures Classics
  - Screen Gems
  - TriStar Pictures
  - Sony Pictures Animation
  - Sony Pictures Imageworks
  - Sony Pictures Entertainment Japan (en)
  - Sony Pictures Worldwide Acquisitions (en)
    - Destination Films (en)
    - Affirm Films
    - Stage 6 Films (en)

Sociétés du groupe Walt Disney Company :
- Walt Disney Studios Entertainment
  - Walt Disney Motion Pictures Group
    - Walt Disney Pictures
    - Pixar Animation Studios
    - Touchstone Pictures
    - Walt Disney Animation Studios

  - Marvel Entertainment
    - Marvel Animation
    - Marvel Studios

  - Lucasfilm
    - Lucasfilm Animation

  - 20th Century Studios
    - Searchlight Pictures
    - 20th Century Fox Animation
    - Blue Sky Studios
    - Regency Enterprises

## Sociétés de production indépendantes
- A24 Films
- A Band Apart
- Amblin Partners
  - Amblin Entertainment
  - DreamWorks SKG
- American Zoetrope
- Annapurna Pictures
- Ascent Media Group, Inc.
- Blumhouse Productions
- Centropolis Entertainment
- Ewing Power Production (une filiale de Mason Ewing Corporation)
- Fireworks Pictures
- Gold Circle Films
- IFC Entertainment
- Imagine Entertainment
- Laika
- Lions Gate Film (une filiale de Lions Gate Entertainment)
  - Artisan Entertainment
  - Summit Entertainment
- Mad Chance
- Mandalay Entertainment
- UFO International Productions LLC
- Morgan Creek Productions
- Mutant Enemy
- Outlaw Productions
- Relativity Media
- RKO Pictures (ancienne major)
- Samuel Goldwyn Films (en)
- Spyglass Entertainment
- Strand Releasing
- Stratosphere Entertainment
- The Asylum
- Time Leap Entertainment
- Troma Entertainment
- Vanguard Films Inc.

## Studios deGAFAM(nouveaux acteurs)
- Amazon
  - MGM Holdings
    - Metro-Goldwyn-Mayer (ancienne major)
    - Orion Pictures
    - American International Pictures
    - United Artists

  - Amazon Studios
- Apple
  - Apple Studios

## Sociétés de production qui ne sont plus en activité
- American Mutoscope and Biograph Company
- Carolco Pictures
- Edison Manufacturing Company
- Gem Motion Picture Company
- Kalem Company
- Lubin Film Company
- Pine-Thomas Productions
- Propaganda Films
- Selig Polyscope Company
- Silver Screen Partners
- Thanhouser Company
- Vitagraph Company of America
- The Essanay Film Manufacturing Company
- The Solax Company créé en 1910 par Alice Guy Blache-Bolton
- The Weinstein Company
  - Dimension Films

## Associations
Les majors et de nombreuses sociétés indépendantes sont représentées par les associations inter-professionnelles Motion Picture Association of America et Motion Picture Association.